# Рори, Россана
Россана Рори (урождённая Россана Коппа (итал. Rossana Rory; 7 сентября 1927, Рим — 1 апреля 2020, Чампино, Лацио) — итальянская актриса
.

## Биография

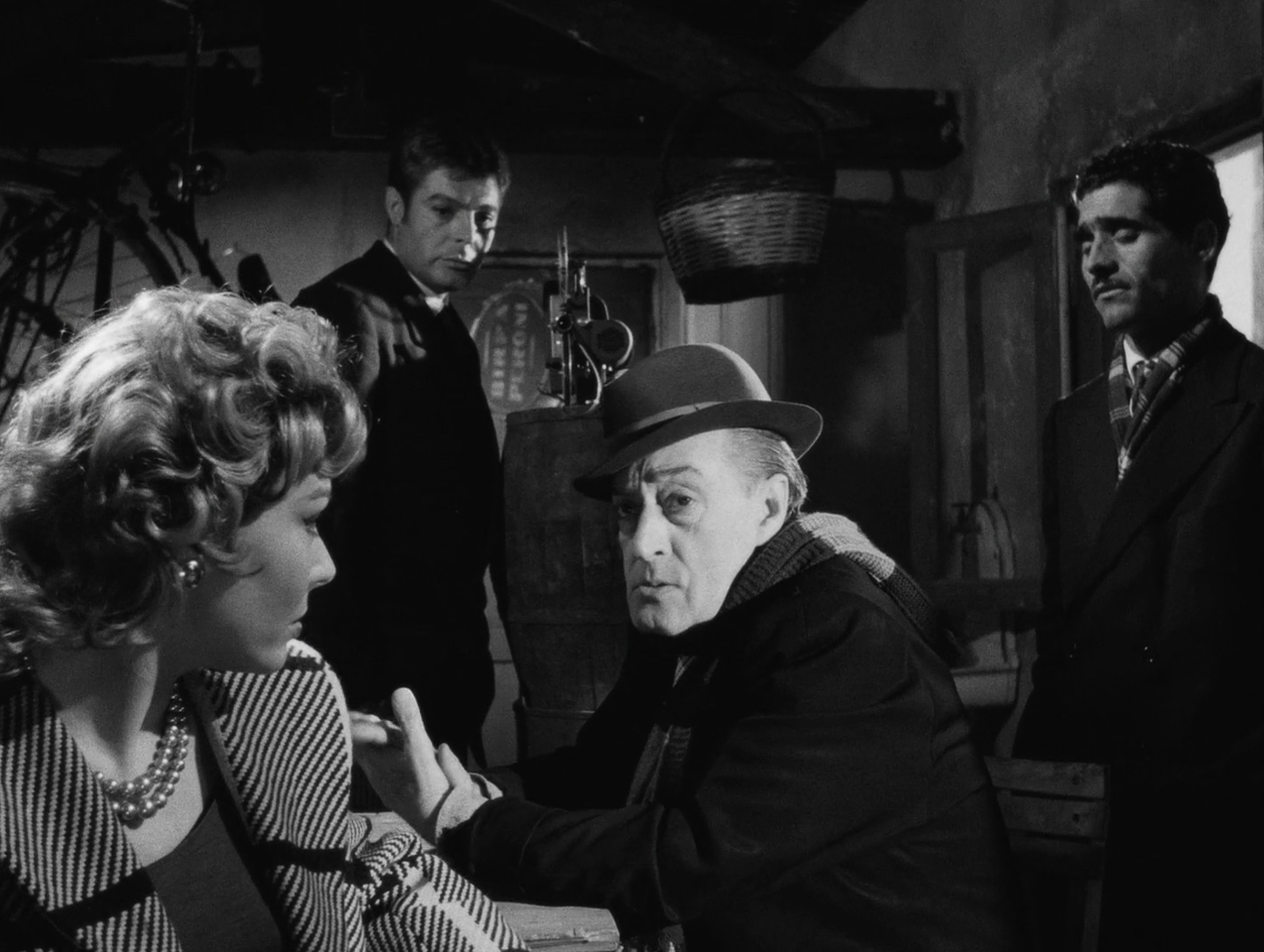
Кадр из фильма «Злоумышленники, как всегда, остались неизвестны». Р. Рори с Тото и Марчелло Мастроянни

Карьеру начала с работы моделью в возрасте семнадцати лет, позируя, в основном, дизайнеру высокой моды Винченцо Фердинанди. Её фото появлялись в еженедельных журналах Sogno , Luna Park и Cine Illustrato .
В 1951 году дебютировала в кино в фильме Макса Нойфельда «Licenza premio». Позже, отправилась в Лондон, где поступила на курсы актёрского мастерства при Королевской академии драматического искусства, с надеждой на карьеру в Голливуде.
Неудача в американских фильмах заставила её вернуться в Италию, где она появилась в фильмах Гвидо Малатесты «Эль-Аламейн» (1957) и «Злоумышленники, как всегда, остались неизвестны» Марио Моничелли (1958). Последним фильмом, в котором она снялась перед уходом из кино, было «Затмение» Микеланджело Антониони (1962).
С 1951 по 1962 год сыграла в 22 фильмах.

## Избранная фильмография
- 1951: Core ’ngrato
- 1951: Licenza premio
- 1952: Европа 51
- 1953: Perdonami!
- 1954: In amore si pecca in due
- 1954: Piccola santa
- 1954: L’eterna femmina
- 1954: I cavalieri dell’illusione
- 1956: Casablanca
- 1956: The River Changes
- 1957: The Big Boodle
- 1957: Hell Canyon Outlaws
- 1958: Злоумышленники, как всегда, остались неизвестны
- 1958: Capitan Fuoco
- 1958: La spada e la croce
- 1958: El Alamein
- 1960: Ангел в красном
- 1960: Robin Hood e i pirati
- 1961: Когда приходит сентябрь
- 1962: Jessica
- 1962: Затмение